# Chester (municipal district)
Chester, Municipality of the District of Chester – jednostka samorządowa (municipal district) w kanadyjskiej prowincji Nowa Szkocja powstała 17 kwietnia 1879 na bazie utworzonego w 1863 w hrabstwie Lunenburg dystryktu, jednostka podziału statystycznego (census subdivision). Według spisu powszechnego z 2016 obszar municipal district to: 1122,11 km², a zamieszkiwało wówczas ten obszar 10 310 osób (gęstość zaludnienia 9,2 os./km²).